# Claudia Gagnon
Claudia Gagnon est une patineuse de vitesse sur piste courte canadienne.

## Biographie
Elle commence le patinage à quatre ans à La Baie.
En octobre 2017, elle doit faire un arrêt d'un mois en raison d'une commotion cérébrale.
En 2023, elle est quatrième du 1000 mètres et 9e au 1500 mètres aux championnats du monde.